# Metropolia Antsiranana
Metropolia Antsiranana – jedna z 5 metropolii kościoła rzymskokatolickiego na Madagaskarze. Została ustanowiona 28 października 1989.

## Diecezje
- Archidiecezja Antsiranana
  - Diecezja Ambanja
  - Diecezja Mahajanga
  - Diecezja Port-Bergé

## Metropolici
- Albert Joseph Tsiahoana (1989–1998)
- Michel Malo (1998–2013)
- Benjamin Marc Balthason Ramaroson (od 2013)